# Nicolae Massim
Nicolae Massim (n. 1909 – d. 1981), absolvent al Facultății de Litere și Filozofie din Cluj și al Institutului de Artă Dramatică din București, a debutat ca regizor de teatru punând în scenă piese istorice de Nicolae Iorga la Teatrul Ligii Culturale înființat de prof. Iorga în cadrul Universității Populare de la Vălenii de Munte.
La Teatrul Național 'I.L. Caragiale' din București, Nicolae Massim a debutat ca asistent al regizorului Ion Șahighian, punând apoi în scenă, de-a lungul a peste 20 de ani, piese de mare succes ca "Năframa iubitei" (1946), "Othello" (1948), "Paharul cu apă" (1948), "Doamna lui Ieremia" (1965) sau "Dinu Păturică" (1966) (o listă mai completă a pieselor puse în scenă la Național, împreună cu distribuțiile lor, se află la cIMeC - Institutul de Memorie Culturală București  Arhivat în 29 septembrie 2007, la Wayback Machine. ).
În paralel cu activitatea de la Teatrul Național, Nicolae Massim a fost profesor la Institutul de Artă Teatrală și Cinematografică (IATC) din București, unde a funcționat și ca decan al Secției de Regie de Teatru.
În anul 1945, Nicolae Massim, împreună cu actrița Lucia Calomeri și cu ajutorul scenaristelor Elena Pătrașcanu și Lena Constante, au pus bazele Teatrului Țăndărică din București. Recrutând un prim nucleu de entuziaști și talentați marionetiști, printre care Dorina Tănăsescu, Antigona Papazicopol și Elvira Chladek, și cu ajutorul vocilor unor reputați actori de la Teatrul Național, Nicolae Massim a pus în scenă primul spectacol de marionete "Cu Țăndărică spre Mările Sudului" după care a rămas aproape întreaga carieră un entuziast colaborator al teatrului, fiind în același timp un adevărat mentor artistic al regizoarei Margaretei Niculescu, o fostă studentă de la IATC, care în 1949 a înlocuit-o pe Lucia Calomeri în funcția de directoare a teatrului.
După o lungă și distinsă carieră regizorală și didactică, Nicolae Massim a fost transferat din motive politice la Teatrul Tineretului din București unde autoritățile culturale comuniste intenționau să-l pună 'pe linie moartă'.
La Teatrul Tineretului, Nicolae Massim a lucrat cu tinere talente ca Florin Vasiliu, George Marcovici, Olga Tudorache, Mircea Anghelescu, surorile Lia și Anca Șahighian, frații Nică și Alexandru Ciprian sau Șerban Cantacuzino, contribuind la consacrarea lor și punând în scenă spectacole memorabile printre care "David Copperfield", "Hoții", "Mult zgomot pentru nimic", "Prinț și Cerșetor", "Bunbury (sau "Importanța de a fi Onest")", "Viforul", și multe altele. În afară de consacrarea multor tinere talente, Nicolae Massim a readus pe scenă mulți veterani ai scenei românești, ca Maria Filotti, I. Pop-Martian sau Alexandru Critoco, căzuți în disgrație și condamnați uitării de autoritățile culturale comuniste din cauza "originii nesănătoase".

## Distincții
- Ordinul Muncii clasa a II-a (23 ianuarie 1953) „pentru merite deosebite, pentru realizări valoroase în artă și pentru activitate merituoasă”[1]